# Ascochalara
Ascochalara — рід грибів родини Chaetosphaeriaceae. Назва вперше опублікована 1999 року.

## Класифікація
До роду Ascochalara відносять 1 вид:
- Ascochalara gabretae